# 羽裂叶对囊蕨
羽裂叶对囊蕨（学名：Deparia tomitaroana）也称羽裂叶双盖蕨，为蹄盖蕨科对囊蕨属下的一个种。